# Carl Gross (Sänger, 1932)
Carl Gross (* 3. April 1932 in Beerfelden als Karl Groß; † 21. Januar 2022 in Bad Orb) war ein deutscher Schlagersänger. Neben traditionell deutscher Volksmusik sang er auch klassische Stücke in der Stimmlage Bariton. Meist sang er unter dem Namen Carl Gross, aber er war ebenso als Karl Gross, Charly Gross, Käpt’n Bill und Charly Valentino bekannt.

## Leben und Wirken
Karl Gross absolvierte nach dem Ende des Zweiten Weltkriegs eine Schreinerlehre, die er als Meister abschloss. Nach der Entdeckung seines Gesangstalents veröffentlichte er etliche Singles auf verschiedenen Labels. Außerdem war er an Schallplatten beteiligt, wie zum Beispiel Singendes Klingendes Hessenland oder Das Große Heimatalbum 2 (beide bei Philips), worauf er das bekannte Frankfurter Äppelwoi-Lied Die Fraa Rauscher aus de Klappergass interpretierte. 
Neben der Veröffentlichung seiner Lieder auf Schallplatten, später auch auf CDs und Kassetten (auch gemeinsam mit verschiedenen Ensembles und Interpreten), trat er regelmäßig im deutschen Fernsehen auf. Mehrfach war er zu Gast beim Hessischen Rundfunk, zum Beispiel bei Zum Blauen Bock mit Heinz Schenk, ebenfalls trat er in der Drehscheibe auf. Nachdem er etliche Jahre auf Konzertreisen war, unter anderem auf verschiedenen Kreuzfahrtschiffen, verbrachte er seinen Lebensabend mit seiner Frau Olga in Bad Orb, mit der er seit 1956 verheiratet war und mit der er einen Sohn und eine Tochter hatte.

## Diskografie (Singles)

### Als Carl Gross
- Das Humbta-Täterä, Zicke-Zacke-Hoi-Hoi-Hoi (Philips 345 671; 1964)
- Fern bei Sedan. Steh’ ich in finsterer Mitternacht (Fontana 269 309; 1964)
- Es kommt der Tag. Rote Rosen aus Shanghai. (Ariola 10714; 1964)
- Alle machen mit.. (Carl Gross & Ebbelwoi-Trio) (Franz Rüger/Hans Schobert); Das alte Frankfurt (Interpret: Carl Luley) (Heinz Schumacher) (Elite Special 9435; 1964)
- Tschindera. (Polydor 52 748; 1966)
- Der Umweltverschmutzer (CBS; 1971)
- Die Oma dunkt alles in de Wein / Das macht Spaß (CBS; 1972)
- Ja nach dem zehnten Bierchen (CBS; 1973)
- Die Odenwälder Uhr / Die Odenwälder Trompeter (CBS; 1978)
- Schenk ii Bad’ner Wii. Helgab stubert-Eccard und Carl Gross (Fuchs Records)
- Das Frankfurter U-Bahnlied / Das Frankfurter Zoo-Lied (Etona)

### Als Karl Gross
- Der Schönste Hahn, das ist der Bierhahn (& Maxim-Boys, Heinz Schumacher); Kannst Du mir einmal verzeihen (Karl Gross & Maxim-Boys) (Schmidt/Hein) (Maxim MX 2; 1964)

### Als Charly Gross/Käpt’n Bill
- Käpt’n Bill (Charly Gross) und die Rubin Boys mit der SABA-Studio-Combo: Der alte Kahn, Kuddel-Hein (Saba SB 3028)

### Als Charly Valentino
- Der alte Vagabund. Von Land zu Land. (Victoria V 3021; 1964)[2]